# 멀리사 수 앤더슨
멀리사 수 앤더슨(Melissa Sue Anderson, 1962년 9월 26일 ~ )은 미국의 배우이다.

## 출연 작품
- 더 브래디 번치(1973)
- 초원의 집(1974~1983)